# Gerald Baumgartner (Fußballspieler, 1964)
Gerald Baumgartner (* 14. November 1964 in Oberndorf bei Salzburg) ist ein ehemaliger österreichischer Fußballspieler und jetziger Fußballtrainer.

## Spielerkarriere
Gerald Baumgartner begann beim 1. Oberndorfer SK mit dem Fußballspielen, ehe er 1983 in die Landeshauptstadt zum SV Austria Salzburg wechselte. In der Saison 1985/86 gab er für die Salzburger sein Bundesliga-Debüt, worauf weitere fünf Einsätze und ein Tor folgten. Für die beiden kommenden Saisonen musste er mit der Salzburger Austria in der 2. Liga antreten. 1987 wechselte er zur Austria nach Wien, kam aber in zwei Saisonen nur sporadisch zum Einsatz und kehrte 1989 für eineinhalb Jahre zurück zu Austria Salzburg. Im Frühjahr 1991 spielte er für den First Vienna FC und die darauf folgende Saison in Steyr bei Vorwärts. Von 1992 bis 1995 spielte er im Innviertel bei der SV Ried, ehe er wieder zu seinem Stammklub nach Oberndorf zurückkehrte, für den er bis 2004 als Spieler aktiv war. In der Saison 1998/99 lief er kurz für Union Vöcklamarkt auf.

### Erfolge als Spieler
- 1× Vizemeister 1. Division: 1988 (mit Austria Wien)
- 1× Vizemeister 2. Division: 1995 (mit SV Ried)

## Trainerkarriere
Seine erste Trainerstation war die BNZ U-17 Mannschaft von SV Austria Salzburg. Nach der Übernahme durch Red Bull wurde er zum Co-Trainer der Zweiten Mannschaft bestellt. 2006 übernahm er nach der Freistellung von Franz Aigner für 3 Spiele den Posten als Cheftrainer der Juniors, ehe er wieder ins zweite Glied hinter Thorsten Fink rückte. Am 8. April 2011 übernahm er das Amt des Cheftrainers, nachdem Niko Kovač zum Co-Trainer der Ersten Mannschaft bestellt wurde. Er gewann auf Anhieb mit den Juniors die Meisterschaft der Regionalliga West und den Salzburger Fußballcup. Nach der Herbstsaison 2011 verließ er gemeinsam mit Co-Trainer Martin Hiden die Juniors und wurde Trainer des neuen Kooperationsklubs von Red Bull Salzburg, FC Pasching. Nach großen Erfolgen mit den Paschingern; darunter fielen der Sieg im ÖFB-Cup 2012/13, der erste Cupsieg eines Drittligisten in der Geschichte des österreichischen Fußballs und die damit zusammenhängende Teilnahme an der Playoff-Runde der UEFA Europa League 2013/14. In ebendieser Runde unterlagen die Oberösterreicher den als große Favoriten eingeschätzten Portugiesen GD Estoril Praia nach einer 0:2-Niederlage im Hinspiel und einer 1:2-Niederlage im Rückspiel mit einem Gesamtscore von 1:4 und schieden so aus dem laufenden Wettbewerb aus.
Anfang September 2013 wurde Baumgartner als neuer Trainer des österreichischen Zweitligisten SKN St. Pölten bestätigt; dort übernahm er das Amt des beurlaubten Martin Scherb, der es seit 2007 ausübte.
Am 27. Mai 2014 wurde Baumgartner neuer Trainer des österreichischen Bundesligaklubs Austria Wien. Sein erstes Training war am 10. Juni 2014. Sein erstes Spiel war ein 6:0-Sieg gegen First Vienna FC 1894 in der ersten Runde des ÖFB-Cups am 11. Juli 2014. Sein erster Liga-Sieg gegen Ried am 13. September 2014. Baumgartner wurde am 22. März 2015 entlassen. Sein letztes Spiel war eine 0:1-Niederlage gegen Ried am Vortag. Im Dezember 2015 wurde er Trainer und Sportlicher Leiter des SV Austria Salzburg. Ende Juni 2016 wurde sein Vertrag bei der Austria aufgelöst. Am 3. Jänner 2017 wurde er Trainer des Bundesligisten SV Mattersburg. Im August 2018 trennte sich Mattersburg von Baumgartner. Die Burgenländer hatten in den ersten vier Spielen der Saison 2018/19 drei Punkte geholt und belegten den vorletzten Tabellenrang.
Mit 1. Jänner 2019 übernahm Baumgartner den Posten des Cheftrainers sowie des Sportlichen Leiters beim Zweitligisten SV Ried. Mit Ried stieg er in der Saison 2019/20 als Zweitligameister in die Bundesliga auf. Im Dezember 2020 wurde Baumgartner beurlaubt, die Rieder lagen zu jenem Zeitpunkt nach der Hinrunde des Grunddurchgangs auf dem zehnten Tabellenrang. Im April 2021 wurde er ein zweites Mal Trainer des nunmehr ebenfalls erstklassigen SKN St. Pölten. Mit dem SKN stieg er allerdings, nachdem man die Spielzeit als Tabellenletzter beendet hatte und daraufhin die Relegation verloren hatte, in die 2. Liga ab. Daraufhin endete Baumgartners Vertrag und er wurde durch Stephan Helm ersetzt.

### Erfolge als Trainer
- 1 × Meister Regionalliga West: 2011 (mit Red Bull Juniors)
- 1 × Salzburger Landespokalsieger: 2011 (mit Red Bull Juniors)
- 1 × Österreichischer Cup-Sieger: 2013 (mit FC Pasching)
- 1 × Österreichischer Cup-Finalist: 2014 (mit Zweitligist SKN St. Pölten)